# عضلة ماضغة

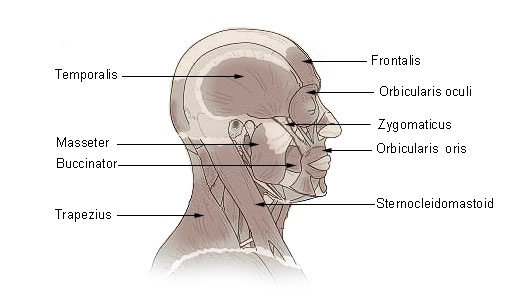

العضلة الماضغة Masseter Muscle هي إحدى عضلات المضغ الأربع. وتتكون من ألياف عضلية سطحية وألياف عضلية عميقة. وهي عضلة صغيرة ولكنها من أقوى عضلات الجسم تغطي فرع النتوء التاجي لعظم الفك ولا تغطي رأس الفك.

## منشأ العضلة
- الجزء السطحي: ينشأ الجزء الأكثر سطحية من العضلة superficial part الماضغة من الناتئ الف ّك العلوي للعظم الوجني ومن الثلثين الأماميين للناتئ الوجني لعظم الفك العلوي
- الجزء العميق: ينشأ الجزء العميق للعضلة الماضغة من الجانب deep part الإنسي للقوس الوجنية والجزء الخلفي لحافتها السفلية

## مرتكز العضلة
- الجزء السطحي: يرتكز على زاوية الفّك السفلي والجزء الخلفي المتعلق به من السطح الوحشي لفرع الفّك السفلي
- الجزء العميق: يرتكز عالياً على الأجزاء المركزية والعلوية لفرع الفّك السفلي بنفس ارتفاع الناتئ المنقاري

## وظيفة العضلة
تقوم العضلة برفع الفك السفلي إلى الاعلى فتغلق الفم بقوة. ان قوة تقلص وفعل العضلتين: العضلة صدغية والعضلة الماضغة تكفي لتعلق الشخص بحبل يمسك بين الاسنان المطبوقة فتتحملا وزن الجسم.